# Eliane Elisa de Souza e Azevedo
Eliane Elisa de Souza e Azevedo (Tanquinho, 12 de março de 1936) é uma médica brasileira, nascida na Bahia. 
É professora emérita da Universidade Federal da Bahia, de onde foi reitora entre os anos de 1992 e 1993. Foi uma das fundadoras da Academia de Medicina, em Feira de Santana e foi criadora do curso de Bioética da Universidade Estadual de Feira de Santana.
Em 22 de março de 2018 recebeu a Comenda 2 de Julho, da Assembleia Legislativa da Bahia, a mais importante honraria concedida pela casa, entregue a pessoas que tem papel de destaque no cenário político e administrativo em âmbito estadual e nacional. Membro Titular da Academia de Ciências da Bahia na área de Ciências da Vida desde 2010.

## Biografia
Nascida em Tanquinho, no interior da Bahia em 1936, Eliane é filha do cirurgião dentista José Adolpho Magalhães Azêvedo e Judith Soares de Souza e Azevêdo. Cursou o primário em sua cidade natal, mas precisou concluir o ensino médio em Feira de Santana, partindo para Salvador em 1956 para cursar Medicina na hoje Universidade Federal da Bahia, formando-se em 1961. Durante o curso, mostrou interesse na pesquisa, tendo estagiado em vários laboratórios, desde histologia a medicina experimental.
De 1963 a 1964, estagiou na Universidade do Havaí e em 1969, concluiu o doutorado em genética pela mesma instituição. Foi residente do programa de genética da Universidade de Washington, em Seattle de 1964 a 1966, partindo para o pós-doutorado na Universidade de Londres em 1973. Em seu retorno ao Brasil, ingressou como professora da Universidade Federal da Bahia, tornando-se professora titular de Genética Humana em 1975.
Primeira reitora eleita pela comunidade acadêmica e primeira mulher reitora da Universidade Federal da Bahia, coordenou a instituição de 1992 a 1993. Foi a primeira professora a receber o título de Professora Emérita pela mesma instituição, que também a agraciou com a Medalha Reitor Edgar Santos. Aposentou-se, mas continuou atuando na Universidade Estadual de Feira de Santana até se aposentar em 2006. Publicou cerca de 200 trabalhos científicos e tem 20 livros publicados no Brasil e no exterior.